# Dżurukweti
Dżurukweti (gruz. ჯურუყვეთი) – wieś w Gruzji, w regionie Guria, w gminie Lanczchuti. W 2014 roku liczyła 711 mieszkańców.